# Jeff Jarrett
Jeff Jarrett,  all'anagrafe Jeffrey Leonard Jarrett (Hendersonville, 14 luglio 1967), è un wrestler e imprenditore statunitense.
Nell'arco della sua carriera ha combattuto per la World Wrestling Federation, la World Championship Wrestling, la Asistencia Asesoría y Administración e la Total Nonstop Action Wrestling, oltre che per diverse federazioni indipendenti nordamericane.
In totale ha vinto settanta titoli ed è riconosciuto come dodici volte campione del mondo, avendo detenuto sei volte l'NWA World Heavyweight Championship, quattro volte il WCW World Heavyweight Championship e due volte l'AAA World Heavyweight Championship; ha inoltre vinto sei volte il WWF Intercontinental Championship, tre volte il WCW United States Championship e una volta il WWF European Championship.
Tra il 2002 e il 2012 è stato impegnato anche come sceneggiatore nella Total Nonstop Action, federazione della quale è stato fondatore, co-proprietario (insieme al padre Jerry Jarrett) e vice-presidente prima di vendere la maggioranza delle sue quote alla famiglia di Dixie Carter. Nel 2011 ha finanziato il progetto della Ring Ka King in India, mentre nel 2014 ha fondato la Global Force Wrestling in Canada, collaborando a stretto contatto con la TNA fino al 2017.

## Carriera

### Gli esordi (1985–1992)
Jarrett giocò a pallacanestro quando era al liceo ma nel marzo del 1985 diventò un arbitro della Continental Wrestling Association di suo padre e addestrato da questi (con Tojo Yamamoto) per diventare wrestler e debuttare sul ring all'età di 18 anni.
Nel 1989 Jerry Jarrett acquistò la texana World Class Championship Wrestling e la fuse con la CWA creando la United States Wrestling Association. Negli anni successivi, Jarrett vinse dieci volte il titolo USWA Southern Heavyweight Championship e quindici volte l'USWA World Tag Team Championship. Per sette anni ha lottato anche nel circuito indipendente, apparendo in Giappone e a Porto Rico. Nel 1993 fu ingaggiato dalla World Wrestling Federation.

### World Wrestling Federation (1992–1996)

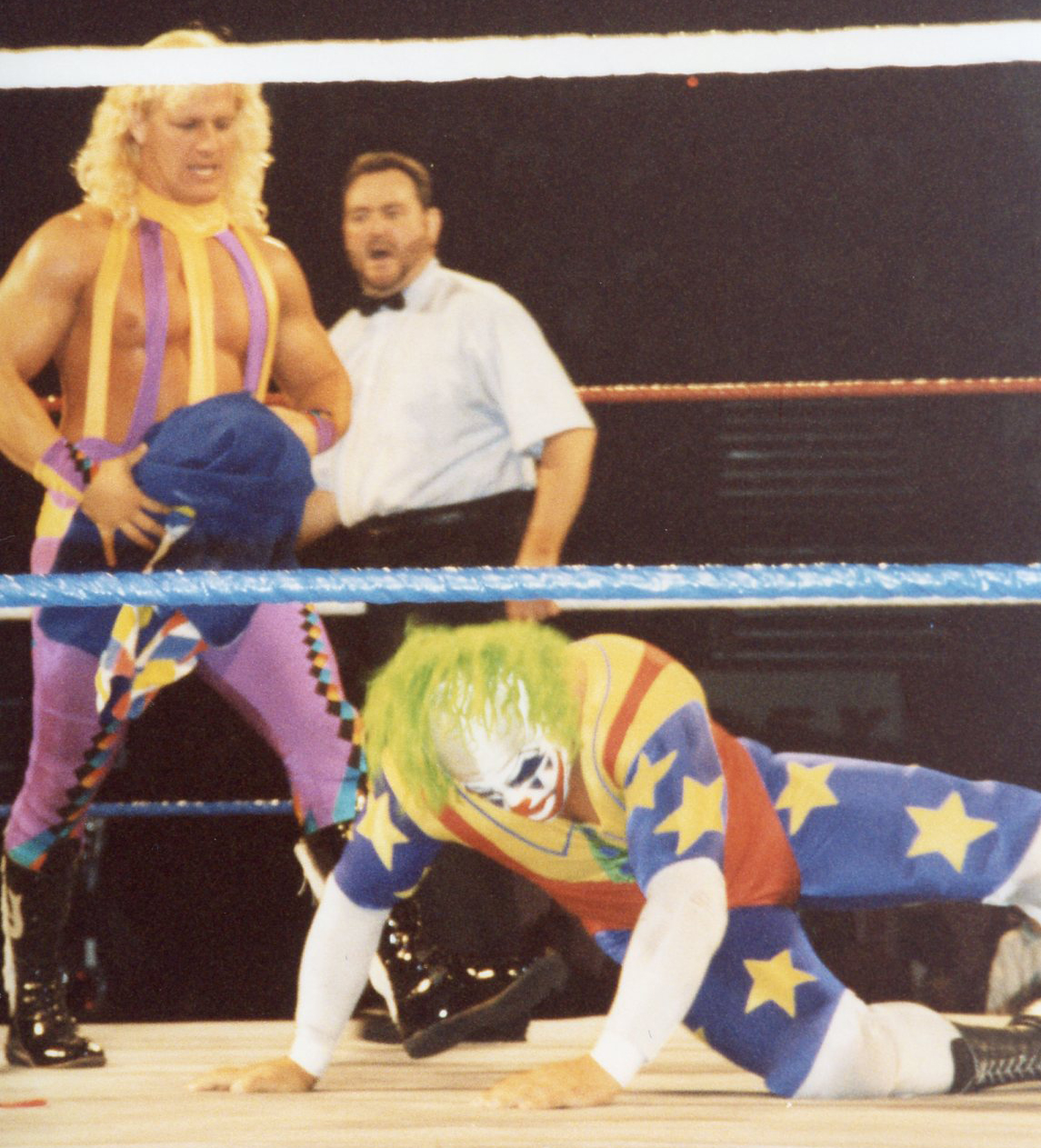
Jeff Jarrett (a sinistra) mentre affronta Doink the Clown nel 1994

Jarrett firmò con la World Wrestling Federation e il 9 agosto 1992, venne impiegato in un angle tra la WWF e la USWA. Quella stessa sera lanciò una sfida a qualsiasi wrestler e dopo aver sconfitto Kamala per squalifica, Bret Hart accettò la sfida per un match che si sarebbe svolto nel prossimo evento da organizarsi a Memphis. Nel mese di ottobre, Jarrett iniziò a apparire negli eventi dal vivo, sconfiggendo Mondo Kleen (più tardi conosciuto come Damien Demento) e Barry Horowitz. Nelle registrazioni di WWF Wrestling Challenge del 28 ottobre svoltosi a Louisville ottenne un'importante vittoria battendo Rick Martel e un anno più tardi fece il suo ritorno in WWF. 
Debuttò in televisione il 23 ottobre 1993 a WWF Superstar come heel e interpretando la gimmick di un cantante country denominato "Double J", (le iniziali del suo nome) e caratterizzato nell'avanzare verso il ring indossando un cappello e tenuta da ring lampeggianti con la scritta "Double J" enfatizzando i suoi promo con la frase "Ain't I great?" (in lingua italiana "Non sono un grande?") e terminando le interviste facendo lo spelling del suo nome (J-E-Double-F, J-A-Double-R, E-Double-T!").
Jarrett lottò il suo primo match televisivo in WWF nella puntata di Raw del 20 dicembre 1993, sconfiggendo PJ Walker. Debuttò nel pay-per-view della Royal Rumble del 22 gennaio 1994 e partecipando al Royal Rumble match entrando come dodicesimo partecipante e venendo eliminato dopo 90 secondi da Randy Savage. A SummerSlam, sconfisse Mabel per schienamento e alle Survivor Series prese parte a un 10-man elimination tag match come membro del team Teamsters che venne sconfitto dal Team Bad Guy. Nel gennaio 1995 iniziò una breve faida contro Bret Hart che affrontò nella puntata di Monday Night Raw del 23 gennaio perdendo.
Alla Royal Rumble sconfisse Razor Ramon vincendo l'Intercontinental Championship e nel tentativo di diventare un doppio campione sfidò Diesel per il WWF World Heavyweight Championship nel main event della puntata di Raw del 20 febbraio, perdendo. Razor Ramon ottenne un rematch a WrestleMania XI che Jarrett perse per squalifica e conservò così il titolo. Successivamente, Jarrett si alleò con The Roadie e a In Your House 1 vennero sconfitti da Ramon in un handicap match. Il 26 aprile, l'Intercontinental Championship fu dichiarato vacante in seguito a un controverso finale di un match tra Jarrett e Bob Holly. La stessa sera, i due si affrontarono in una rivincita, in cui Jarrett vinse il titolo. Il 19 maggio, Jarrett perse il titolo contro Ramon a Montréal, ma lo rinconquistò per la terza volta due giorni più tardi a Trois-Rivières.
A In Your House 2: The Lumberjacks del 23 luglio, cantò il brano "With My Baby Tonight" e perse il titolo contro Shawn Michaels. Dopo l'evento, Jarrett lasciò la WWF per cinque mesi e tornò nell'USWA. Jarrett fece il suo ritorno in WWF il 17 dicembre a In Your House 5: Seasons Beatings, iniziando una rivalità con Ahmed Johnson. Alla Royal Rumble, Jarrett perse contro Johnson per squalifica e abbandonò la WWF poco dopo a causa di una disputa del contratto. Più tardi in quell'anno, The Roadie rivelò che in realtà fu lui a cantare "With My Baby Tonight".

### World Championship Wrestling (1996–1997)
Nell'ottobre 1996, Jarrett fu assunto dalla World Championship Wrestling, firmando un contratto di un anno. Dopo aver compiuto il suo debutto in WCW, Jarrett divenne un "free agent" nella rivalità tra i Four Horsemen e il New World Order. Dopo aver sconfitto Chris Benoit a Starrcade, e Steve McMichael, imbrogliando in entrambi in casi quando l'arbitro era distratto, Jarrett venne introdotto nei Four Horsemen. Il 9 luglio 1997, sconfisse Dean Malenko conquistando lo United States Heavyweight Championship. A metà del 1997, Jarrett fu eestromesso dai Four Horsemen e iniziò una rivalità con un membro dei Four Horsemen, Steve McMichael. Nonostante l'appoggio dell'allora moglie di McMichael, Debra McMichael, Jarrett perse lo United States Heavyweight Championship contro McMichael il 21 agosto. A contratto scaduto, nel mese di ottobre tornò alla WWF nonostante il predominio della WCW nel corso della Monday Night War.

### Ritorno in WWF (1997–1999)

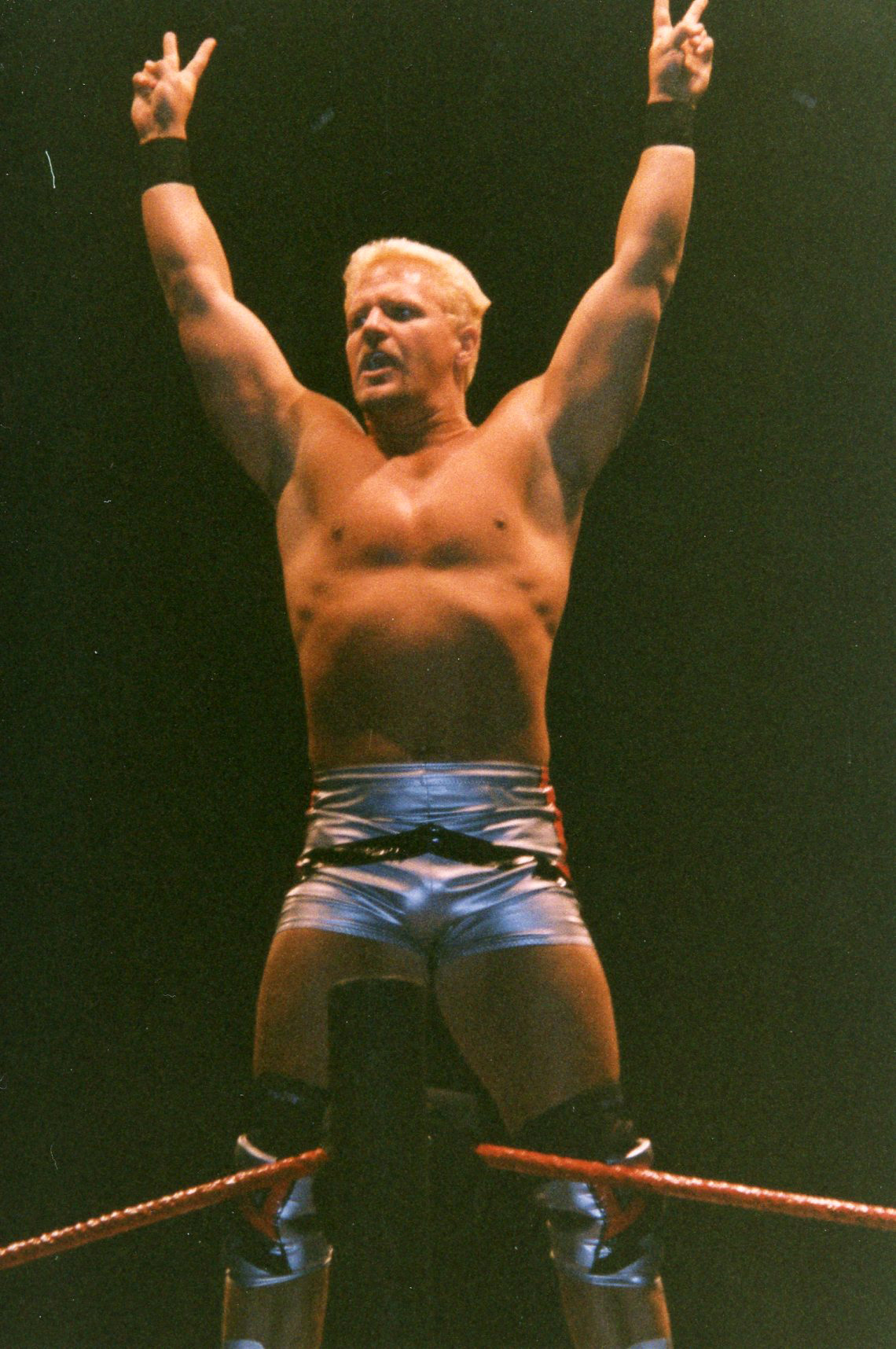
Jeff Jarrett nel 1999

Jarrett ritornò nella WWF il 20 ottobre 1997 a Raw, criticando in un discorso sia il presidente della WCW Eric Bischoff sia il presidente WWF Vince McMahon.

Dopo una breve faida contro The Undertaker sconfisse Barry Windham vincendo il titolo NWA North American Heavyweight Championship che era vacante.

All'inizio dell 1998, Jarrett entrò nella stable di Jim Cornette e incominciò a difendere l'NWA North American Heavyweight Championship nel programma televisivo della WWF. Nel mese di marzo però lasciò la stable e Cornette lo spogliò del titolo premiando Windham.
Jarrett riprese la gimmick del cantante country e assunse Tennessee Lee come suo manager e facendo del tag team Southern Justice come guardie del corpo, perfezionando anche l'abitudine di rompere una chitarra acustica sulla testa dei suoi avversari.

Nel mese di agosto abbandonò la gimmick del cantante country e si sbarazzò di Lee. Lui e i Southern Justice iniziarono una faida con la D-Generation X dove però perse a SummerSlam in un hair versus hair match contro X-Pace subendo il taglio dei capelli dalla D-X e da Howard Finkel, che a sua volta era stato rasato da Jarrett e dai Southern Justice poco prima di SummerSlam.

Jarrett e i Southern Justice furono sconfitti dalla D-X a Breakdown: In Your House nel mese di settembre, e il trio si separò di lì a poco.
Ebbe una faida con Al Snow prima di formare un tag team con Owen Hart e ricongiungersi con Debra, che aveva lasciato la WCW per la WWF. Hart e Jarrett erano amici intimi e compagni di viaggio da anni, quindi il team funzionò fin dal principio e vinsero il WWF World Tag Team Championship contro Ken Shamrock e The Big Boss Man per poi difendere le cinture a WrestleMania XV e perderle contro Kane e X-Pac in un episodio di Raw.
Otto giorni dopo, Hart morì precipitando da 24 metri d'altezza e colpendo violentemente con il petto i ganci estensori della corda più alta del ring e ricadendo sul pavimento del ring stesso.

Durante il pay-per-view Over the Edge 1999 Jarrett sconfisse The Godfather, avversario che Owen avrebbe dovuto affrontare per il titolo WWF Intercontinental Championship e quando gli fu consegnato il titolo, urlò il nome di Hart in omaggio all'amico.
A metà del 1999, Jarrett vinse e perse quel titolo in due occasioni.
Nei mesi successivi Jarrett divenne sempre più offensivo nei confronti di Debra e a SummerSlam sfidò D'Lo Brown sia per il WWE European Championship sia per l'Intercontinental Championship e con Debra che accompagnò Brown sul ring dopo una discussione con Jarrett. Brown perse il match in seguito al tradimento di Mark Henry e Debra, permettendo a Jarrett di diventare come il secondo campione intercontinentale della storia. Nel successivo episodio di Raw premiò Debra e Henry, dando alla prima Miss Kitty come assistente e a Henry il titolo (WWE European Championship).
Alla fine del 1999 iniziò una faida contro Chyna per il titolo WWF Intercontinental Championship diventando sempre più misogino e attaccando continuamente le donne, tra cui due lottatrici e l'attrice Cindy Margolis per eseguire su di loro la figure four leglock. Successivamente perse un mixed tag team match contro Stephanie McMahon e Test che aveva combattuto con Debra e che abbandonò in favore di Miss Kitty. Ruppe i rapporti anche con Miss Kitty dopo che lei perse un match nel quale Jarrett l'aveva inserita in sua sostituzione.
Jarrett lasciò la WWF nell'ottobre del 1999, subito dopo le dimissioni dell'head writer Vince Russo che raggiunse la WCW. Il 15 ottobre 1999 scadde il suo contratto, ma poiché era in programma un incontro con Chyna a No Mercy 1999, Jarrett vi lottò perdendo il WWF Intercontinental Championship. Chyna in seguito affermò che Jarrett e Russo si erano accordati al fine di ritardare la difesa del titolo fino a dopo il termine del suo contratto e che Jarrett aveva successivamente estorto a Vince McMahon $300,000 per combattere senza un contratto.
Nel 2006, ha affermato che gli fu pagato solo ciò che gli spettava dalla WWF. In un'intervista del 2008, per uno speciale della TNA, Jarrett ha dichiarato che non solo le negoziazioni furono cordiali e in una buona fede, ma che ebbe anche delle Stock option all'IPO della WWF, appena due giorni dopo aver lasciato.

### Ritorno in WCW (1999–2001)
Jarrett ritornò in WCW il 18 ottobre 1999 nel corso del WCW Monday Nitro, attaccando Buff Bagwell e proclamandosi "The Chosen One" (il prescelto) della WCW.
Partecipò a un torneo per il titolo WCW World Heavyweight Championship, vincendo i primi tre match grazie all'aiuto dei Creative Control e a Mayhem fu eliminato nella semifinale da Chris Benoit e in seguito all'interferenza di Dustin Rhodes. A Starrcade sconfisse Rhodes in un Bunkhouse Brawl match ma fallì la vittoria del WCW United States Championship in un Ladder match contro Benoit che però riuscì a sconfiggere nel rematch svoltosi nel successivo episodio di Monday Nitro. La stessa sera riformò il New World Order con Bret Hart (il detentore del titolo mondiale) e i detentori del WCW World Tag Team Championship (Kevin Nash e Scott Hall), dando il nome di "nWo 2000" alla stable.
All'inizio del 2000 ebbe una faida contro il WCW Commissioner Terry Funk che lo costrinse a lottare contro tre veterani (George Steele, Tito Santana e Jimmy Snuka) in un'unica serata. Jarrett fu privato dell'United States Championship dopo aver subito una commozione cerebrale durante il suo match con Snuka, ma il titolo gli fu restituito da Nash, da poco diventato il nuovo WCW Commissioner.
Per mantenere il titolo reclutò gli Harris Brothers nel New World Order 2000 e nei mesi successivi sfidò ripetutamente Sid Vicious per il WCW World Heavyweight Championship, oltre a scontrarsi con Nash per diventare il nuovo WCW Commissioner. Dopo il ritiro di Hart, il New World Order si sciolse.
Nel mese di aprile la WCW fu riassettata da Eric Bischoff e Vince Russo, con tutti i titoli dichiarati vacanti. Bischoff e Russo formarono anche la stable The New Blood composta da giovani lottatori che aprì una faida contro il Millionaire's Club che era invece composto dai membri più anziani del roster WCW. Jarrett si unì ai New Blood e a Spring Stampede del 16 aprile sconfisse il membro del Millionaire's Club Diamond Dallas Page conquistando il vacante WCW World Heavyweight Championship.
Page riconquistò la cintura il 24 aprile e il giorno successivo il titolo fu conteso in un tag team match tra le coppie Jarrett-Bischoff e Page con l'attore David Arquette che vinse il titolo WCW World Heavyweight Championship schienando Bischoff. In precedenza Jarrett aveva colpito Page con la cintura mentre l'arbitro speciale Kimberly Page era fuori causa e a quel punto l'arbitro ufficiale Mickie Jay vide e contò lo schienamento di Arquette su Bischoff ma non quello di Jarrett su Page.
A Slamboree il 7 maggio, Jarrett sconfisse Page e Arquette in un triple cage match vincendo per la seconda volta il WCW World Heavyweight Championship, dopo che Arquette aveva tradito Page.
Nel mese di Maggio vinse e perse il titolo in due diverse occasioni ma recuperando il titolo da Ric Flair entrambe le volte ed ebbe una faida con Nash e Hulk Hogan per tutto il mese di giugno 2000. Il 9 luglio a Bash at the Beach affrontò Hogan per il titolo dei pesi massimi in palio e il match si concluse rapidamente con Jarrett che permise a Hogan di poggiare lo stivale sul proprio petto, perdendo così la cintura. Hogan commentò "Ecco perché questa compagnia va male, è colpa di stronzate come queste" e successivamente Vince Russo salì sul ring e al microfono accusò Hogan di fare politica e di essersi rifiutato di perdere contro Jarrett. Russo precisò poi che mentre Hogan era libero di tenersi la cintura appena conquistata (la "Hulk Hogan Memorial Belt"), Jarrett avrebbe lottato più tardi e quella stessa sera contro Booker T per il titolo l'ufficiale (il WCW World Heavyweight Championship). Booker vinse il match e Hogan non apparì più in WCW.

Ancora oggi ci si interroga sull'effettiva veridicità di quei fatti.
Nei mesi successivi, Jarrett ebbe una breve faida brevemente con Booker T, Mike Awesome, Sting, Buff Bagwell e Ric Flair e alla fine del 2000 si unì nuovamente con gli Harris Brothers, sconfiggendo i Filthy Animals a Starrcade il 17 dicembre. La sera stessa, Jarrett si alleò con il detentore del titolo dei pesi massimi (Scott Steiner) aiutandolo a sconfiggere Sid Vicious.
Nel 2001 Jarrett e Steiner divennero membri dei Magnificent Seven, una grande stable guidata da Flair e dove Flair e Jarrett feudarono con Dustin e Dusty Rhodes fino al mese di marzo, quando la WCW fu acquistata dalla WWF.
Disinteressata a Jarrett, la WWF non rilevò il suo contratto. Nell'ultimo episodio di Nitro, Jarrett fu licenziato in diretta da McMahon, mentre quest'ultimo visionava lo spettacolo comodamente davanti a un televisore.

### World Wrestling All-Stars (2001–2002)
Alla fine del 2001, Jarrett lottò per la World Wrestling All-Stars in Australia e in Europa. Vinse il titolo WWA World Heavyweight Championship, ma successivamente ne fu privato.
Ritornò nella WWA nel 2002 e durante il suo primo regno da NWA World Heavyweight Championship sconfisse Sting per il WWA World Heavyweight Championship nell'ultimo evento WWA il 25 maggio 2003, unificando così i due titoli.
Dopo alcuni match di minore importanza, il 30 ottobre Jarrett sconfisse Curt Hennig diventando lo sfidante al titolo NWA World Heavyweight Championship e il 20 novembre ne diventa campione sconfiggendo Ron Killings. Difende poi il titolo contro lo stesso Killings, contro Nathan Jones e contro Curt Hennig.
Il 24 gennaio, nel PPV Live Action Wrestling difende il titolo sconfiggendo B.G. James e partecipa poi a uno spettacolo della IPW, dove perde in un title vs. title match (per squalifica) e riesce a mantenere la cintura.
Il 19 febbraio difende il titolo contro AJ Styles e il 2 aprile contro D-Lo Brown. Dà inizio a una faida contro Raven e il 16 aprile viene sconfitto in un Clockwork Orange House of Fun match da Julio Dinero e Alexis Laree (i soci di Raven). Questa rivalità gli costa il titolo e infatti l'11 giugno 2003 perde un Triple threat match proprio contro Raven e A. J. Styles, in cui lo stesso Styles diventa il nuovo campione.

### Total Nonstop Action (2002–2012)

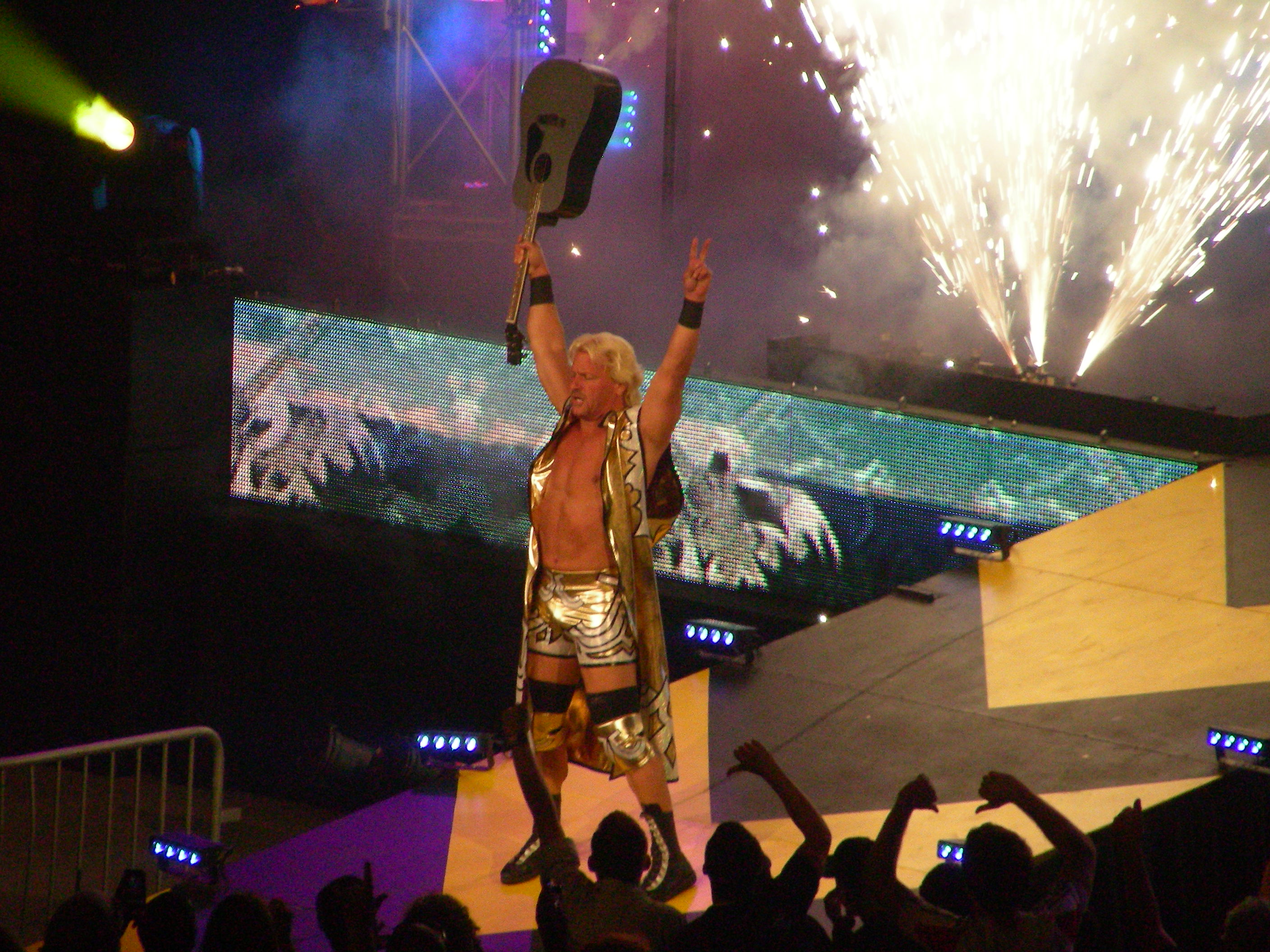
Jeff Jarrett nel 2006

Nel giugno 2002, Jarrett e suo padre fondarono la J Sports & Entertainment, e aprirono una nuova federazione di wrestling chiamandola Total Nonstop Action Wrestling che in seguito fu trasmessa settimanalmente in PPV fino al mese di maggio 2004 quando fu siglato un accordo con l'emittente Fox Sports Net per la trasmissione del programma settimanale iniziando a trasmettere Impact!.
Jeff dà inizio a una rivalità contro Joe E. Legend, quest'ultimo lo sconfigge il 16 luglio dopo averlo colpito alla testa con una mazza, ma Jarrett si vendica il 30 luglio, battendo Legend in un Guitar & Bat on a Poll Match. Al termine del match viene attaccato da Christopher Daniels, il 20 agosto in coppia con Erik Watts batte il team di Christopher Daniels e Joe E. Legend. Il 24 settembre Jarrett sconfigge definitivamente Daniels. Il 13 ottobre, aggredisce Hulk Hogan in uno show in Giappone poiché egli stava per approdare in TNA. Il 22 ottobre aggredisce Jimmy Hart, storico manager di Hogan, e nella stessa sera batte A.J. Styles riconquistando il titolo di campione del mondo. Jarrett dà inizio a una lunga striscia di difese sconfiggendo: l'ex campione A.J. Styles, Sting, Chris Harris e James Storm.
Il 21 aprile 2004 (sempre contro Styles) perde il titolo in uno Steel cage match ma non resta a lungo senza cintura poiché il 2 giugno riconquista l'NWA World Heavyweight Championship sconfiggendo Ron Killings, A.J. Styles, Raven e Chris Harris in un King of the Mountain match e successivamente difende la cintura tre volte contro Jeff Hardy e due contro Monty Brown.
Ad Against All Odds e Destination X sconfigge Kevin Nash e Diamond Dallas Page rimanendo campione in entrambe le occasioni e il 30 aprile in uno spettacolo della federazione NWA Cyberspace conquista il titolo NWA Shockwave Heavyweight Championship.

Apre una nuova faida contro A.J. Styles che a Hard Justice per la terza volta lo sconfigge vincendo il titolo di campione del mondo. A Slammiversary avrebbe dovuto avere la sua rivincita contro Styles ma la storyline di quell'evento fece sì che venisse arrestato ed estromesso dal match e per essere sostituito da Raven che vinse il titolo. Per questo, al suo rientro, Jarrett iniziò una faida contro di lui.
A Sacrifice in coppia con Rhino sconfigge Raven e Sabu mentre il 15 settembre sconfigge definitivamente Raven conquistando l'NWA World Heavyweight Championship per la quarta volta. Perde il titolo contro l'amico Rhino a Bound For Glory ma il 3 novembre si prende la rivincita riconquistando la cintura con l'aiuto degli America's Most Wanted. Come ringraziamento per l'aiuto, Jarrett si lascia schienare da Chris Harris in un match con il titolo NWA Cyberspace Heavyweight Championship in palio.
Jarrett dà inizio a una faida con Christian Cage e il 3 dicembre lo chiama sul ring e tra i due incomincia una rissa. A Final Resolution fa coppia con Monty Brown ma perde contro Sting e Christian Cage, con quest'ultimo che lo sconfigge definitivamente Against All Odds spogliandolo della cintura.
Il primo giugno a Impact sconfigge Raven e si qualifica per il King of the Mountain match da disputare contro Christian, Sting, Ron Killings e Abyss a Slammiversary evento in cui rivince il titolo mondiale, allora condiviso da NWA e TNA.
A Hard Justice supera nuovamente Sting difendendo la cintura. The Icon però, chiede una rivincita che Jeff accetta imponendo la condizione che sia un title vs career match il quale, accettata la condizione, si svolse al Bound For Glory 2006. Jarrett perse il match e cedette la cintura.
In una intervista rilasciata il 26 ottobre, Jarrett afferma di volersi prendere un periodo di pausa dal mondo del wrestling per stare accanto alla moglie, affetta da un tumore alla mammella. 
Jarrett torna il 12 aprile 2007 ed entra a far parte del team di Kurt Angle che a Lockdown sconfigge il team di Christian Cage.
Jill Jarrett muore il 23 maggio 2007 e a Slammiversary la TNA manda in onda un video di tributo alla famiglia Jarrett. Jeff smette di combattere per circa un anno.
Dopo il ritorno in TNA, il 18 settembre Kurt Angle, leader della Main Event Mafia, lo sfida per un match a Bound for Glory IV sfida che Jarrett inizialmente rifiuta, ma che poi accetta e che vince il 12 ottobre. A Final Resolution Kurt Angle sconfigge Rhino e guadagna il diritto a un no disqualification match contro di lui e al Genesis Angle lo sconfigge.
Il 19 marzo Jarrett (con Mick Foley) sconfigge Sting e Angle e successivamente diventa capitano della TNA Frontline, un team composto da A.J. Styles, Samoa Joe e Christopher Daniels e che a Lockdown sconfigge la Main Event Mafia. A Sacrifice perde un Ultimate Sacrifice Fatal four-way match valido per il titolo contro Mick Foley, Sting e Kurt Angle, che viene vinto da Sting e che, data la stipulazione dell'incontro, diventa il nuovo leader della Main Event Mafia.
A Slammiversary 2009 fallisce un'altra opportunità per diventare campione del mondo quando viene sconfitto in un King of the Mountain match e pochi giorni più tardi viene sospeso dalla dirigenza della TNA che viene a conoscenza del fatto che Jarrett vive con Karen Angle, l'ex moglie di Kurt.
Al Bound For Glory 2011 Jarrett ha una rissa con Jeff Hardy e da cui esce una faida tra i due. Nella puntata di Impact! successiva Jeff Hardy attacca Jarrett dopo che quest'ultimo lo aveva criticato.

Nella puntata del 27 ottobre Jeff Hardy sconfigge Bully Ray e alla fine Jarrett e Bully Ray lo attaccano ma viene difeso da Mr. Anderson che mette in fuga Ray e Jarrett, mentre nella puntata del 3 novembre Jarrett e Bully Ray vengono sconfitti da Jeff Hardy e Mr. Anderson.

Nella puntata del 10 novembre Jarrett, Bully Ray e Scott Steiner vengono sconfitti da Hardy, Mr. Anderson e Abyss.

A Turning Point viene sconfitto per tre volte da Hardy e dopo che ha chiesto due ReMatch a quest'ultimo mentre nella puntata di Impact! successiva viene licenziato da Sting per la stipulazione speciale del match che ha perso contro Hardy (keyfabe). In realtà Jeff dà inizio a una tournée per promuovere la sua nuova federazione sorta in India (Ring Ka King).
Il 22 dicembre 2012, tramite Twitter, Jarrett annuncia il suo abbandono della TNA, mentre il 6 gennaio, dopo aver venduto le sue quote, annuncia l'addio definitivo alla federazione.

### Asistencia Asesoría y Administración (2004–2014)
Il 3 giugno 2018, Jarrett ha fatto un inaspettato ritorno in AAA al Verano de Escándalo dove si è mascherato come il nuovo leader della scuderia  MAD e ha collaborato con Rey Wagner e Rey Mysterio Jr. nell'evento principale del Mega Championship. , trasformandolo in un match a tripla minaccia. Jarrett avrebbe vinto il match ed è diventato il Mega Champion AAA per la seconda volta dopo che Konnan era tornato in AAA durante il match nei panni di un impostore mascherato da La Parka in abiti da arbitro, rivelando dopo aver scoperto dopo la partita di essere stato associato a MAD e di aver aiutato Jarrett a vincendo il titolo contando lo schienamento. Il 13 luglio a Querétaro, Jarrett ha collaborato con El Hijo del Fantasma sconfiggendo Psycho Clown e Pagano.
Il 25 agosto a Triplemanía XXVI, Jarrett ha perso il titolo contro il Fénix in un Fatal 4-Way Match con Brian Cage e Rich Swann, concludendo il suo regno di 83 giorni.

### Global Force Wrestling (2014–2017)

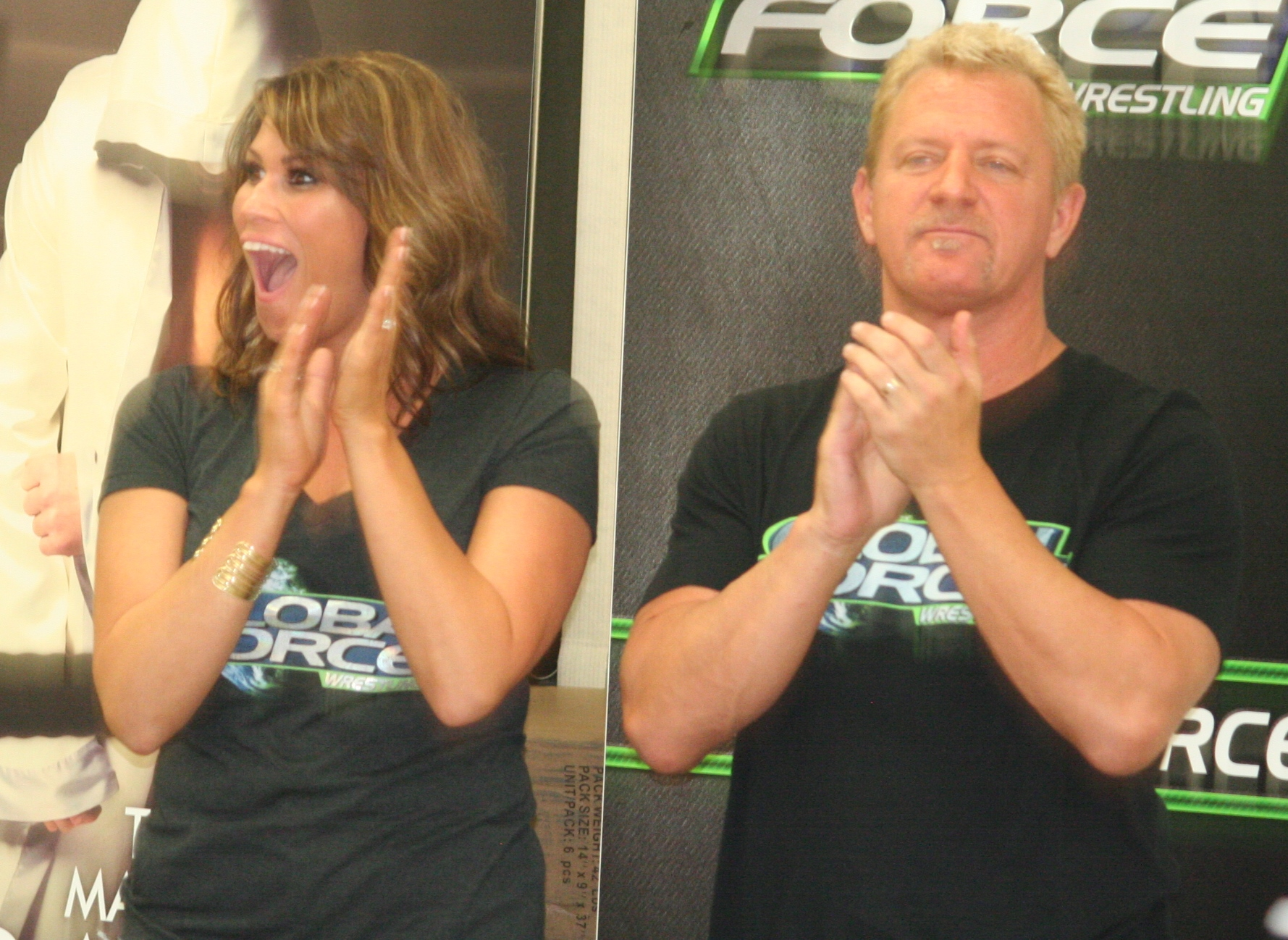
Karen e Jeff Jarrett nel 2015

Quando Jarrett ha lasciato TNA, ha annunciato l'intenzione di creare una nuova federazione, chiamata Global Force Wrestling, il 7 aprile 2014. Il 21 giugno 2014, è stato annunciato il raggiungimento di un accordo di collaborazione con la New Japan Pro-Wrestling e con altre federazioni di tutto il mondo oltre alla TNA. Il 20 aprile 2017 Global Force Wrestling si fonde con Impact Wrestling dandone il nome.

### Ritorno in TNA (2015–2017)
Jarrett torna in TNA nella puntata di Impact del 24 giugno 2015, apparendo al fianco della moglie Karen per annunciare che avrebbe preso parte al King of the Mountain match in programma per Slammiversary e dove, oltre a promuovere la Global Force Wrestling, vince il King of the Mountain match per la terza volta nella sua carriera e conquista anche inoltre il titolo TNA King of the Mountain Championship.
Nel 2017 ritorna in TNA come produttore esecutivo dopo l'addio di Dixie Carter è l'arrivo di Athenem.
Nella puntata di Impact del 20 aprile 2017, sua moglie Karen annuncia la fusione tra la GFW e Impact Wrestling il 20 dicembre 2017 la fusione finisce dando fine a GFW e alla TNA infatti Athenem terrà i diritti solo di Impact Wrestling aprendone una nuova federazione.

### Ritorno in WWE (2017–2022)
Il 19 febbraio 2018 è stata annunciata la futura introduzione di Jeff Jarrett nella WWE Hall of Fame. Il 6 aprile Jarrett è stato ufficialmente introdotto nella WWE Hall of Fame da Road Dogg. Il 27 gennaio 2019, alla Royal Rumble ha partecipato al match omonimo entrando col numero 2 ma è stato eliminato dopo poco tempo da Elias. La sera successiva, a Raw, torna insieme a Road Dogg, dove cantano ancora una volta With My Baby Tonight, ma poco dopo vengono attaccati da Elias e quest'ultimo fracassa una chitarra su "Double J". Nella puntata di Raw del 4 febbraio Jarrett è stato sconfitto da Elias.

### All Elite Wrestling (2022-presente)
Esordì nella All Elite Wrestling nell'episodio di Dynamite del 2 novembre, dove attaccò Darby Allin al termine del suo match contro Jay Lethal. Jarrett coordinerà la gestione e futura espansione degli house show.

## Vita privata
Tra la fine del 2006 e l'inizio del 2007, Jarrett cessò le apparizioni televisive a causa del precario stato di salute della moglie Jill, affetta da un tumore al seno, morta il 23 maggio 2007. Nell'estate 2010 si è sposato in seconde nozze con la fidanzata Karen Smedley, meglio conosciuta in TNA come Karen Angle, l'ex moglie di Kurt Angle.

## Personaggio

### Mosse finali
- Figure-Four Leglock[18]
- Grand Ole Dropre (Running DDT) – 1993–1994[19]
- Acoustic Equalizer (Colpo con la chitarra)[20][21]
- The Stroke (Forward Russian Legsweep,[22][23] talvolta dalla seconda corda)

### Soprannomi
- "The Chosen One"
- "Double J"
- "The TNA Founder"
- "The Great One"
- "Simply Irresistible"
- "The King of the Mountain"
- "The Ultra Male"[24]
- "Big Daddy"
- "The King of Mexico"

## Titoli e riconoscimenti
- American Wrestling Association
  - AWA Southern Tag Team Championship (4) – con Billy Travis (3) e Pat Tanaka (1)
  - AWA Rookie of the Year (1986)
- Continental Wrestling Association 
  - AWA Southern Tag Team Championship (4) – con Billy Travis (3) e Pat Tanaka (1)
  - CWA Heavyweight Championship (1)
  - CWA/AWA International Tag Team Championship (2) – con Pat Tanaka (1) e Paul Diamond (1)
  - NWA Mid-America Heavyweight Championship (5)
  - AWA Southern Tag Team Championship Tournament (1986) – con Billy Travis
  - AWA Southern Tag Team Championship Tournament (1987) – con Billy Travis
- European Wrestling Promotion
  - EWP World Heavyweight Championship (1)
- Lucha Libre AAA Worldwide
  - AAA Mega Championship (2)
  - AAA Rey de Reyes (2004)
- NWA Cyberspace
  - NWA Cyberspace Heavyweight Championship (1)
- NWA: Total Nonstop Action/Total Nonstop Action Wrestling
  - NWA World Heavyweight Championship (6)
  - TNA King of the Mountain Championship (1)
  - Gauntlet for the Gold (2004 – Heavyweight)
  - King of the Mountain (2004, 2006, 2015)
  - TNA Hall of Fame (Classe del 2015)
- Pennsylvania Championship Wrestling
  - PCW United States Championship (1)
- Pro Wrestling Illustrated
  - Feud of the Year (1992) con Jerry Lawler vs. The Moondogs
  - Most Inspirational Wrestler of the Year (2007)
  - 5º tra i 500 migliori wrestler singoli nella PWI 500 (2000)
- United States Wrestling Association
  - USWA Heavyweight Championship (1)
  - USWA Southern Heavyweight Championship (9)
  - USWA Tag Team Championship (15) – con Jerry Lawler (4), Robert Fuller (4), Matt Borne (2), Jeff Gaylord (2), Brian Christopher (2) e Cody Michaels (1)
  - USWA Unified World Heavyweight Championship (3)
  - USWA Heavyweight Championship Tournament (1991)
  - USWA World Tag Team Championship Tournament (1993) – con Brian Christopher
- Vendetta Pro Wrestling
  - NWA Western States Heavyweight Championship (1)
- World Championship Wrestling
  - WCW United States Heavyweight Championship (3)
  - WCW World Heavyweight Championship (4)
- World Class Wrestling Association
  - USWA World Tag Team Championship (2) – con Matt Borne
  - WCWA World Light Heavyweight Championship (2)
  - WCWA World Tag Team Championship (3) – con Kerry Von Erich (1), Matt Borne (1) e Mil Máscaras (1)
- World Series Wrestling
  - WSW Heavyweight Championship (1)
- World Wrestling All-Stars
  - WWA World Heavyweight Championship1 (2)
  - Seven Deadly Sins Tournament (2001)
- World Wrestling Federation/Entertainment
  - NWA North American Championship (1)
  - WWF European Championship (1)
  - WWF Intercontinental Championship (6)
  - WWF Tag Team Championship (1) – con Owen Hart
  - WWE Hall of Fame (classe del 2018)
- WrestleCade
  - WrestleCade Heavyweight Championship (1)
- Wrestling Observer Newsletter
  - Feud of the Year (1992) con Jerry Lawler vs. The Moondogs
  - Most Overrated Wrestler (2005)
- Altri riconoscimenti
  - Memphis Grizzlies Wrestling Championship (1)

1 Nel secondo regno, Jarrett ha unificato la cintura con l'NWA World Heavyweight Championship.